# 2012年朝鮮人民軍士兵敲門歸順事件
2012年朝鮮人民軍士兵敲門歸順事件（：／）是2012年10月2日一起朝鲜人民军軍人投誠韓國的事件。在當天，一名士兵穿過军事边界线，進入江原道的韓國陸軍第22師駐地，敲門要求歸順。韓國國軍2位將軍和2名校官在事後因為該起事件中暴露的邊防不周和漏洞，而接受懲處。